# Kiichirō Higuchi
Kiichirō Higuchi (樋口季一郎 Higuchi Kiichirō?,  20 de agosto de 1888 - 11 de octubre de 1970) fue un teniente general en el Ejército Imperial Japonés en la Segunda Guerra Mundial.

## Biografía
Higuchi nació en lo que ahora es parte de Minamiawaji, ciudad en la isla de Awaji, Prefectura de Hyogo. Fue el mayor de nueve hermanos. Cuando tenía once años de edad, sus padres se divorciaron y fue criado por su madre.
Se graduó de la 21.ª promoción de la Academia del Ejército Imperial Japonés, y la 30.ª promoción de la Escuela Superior Personal del Ejército. Como oficial subalterno, fue enviado como agregado militar a Polonia. Debido a su dominio de la lengua rusa, Higuchi fue posteriormente enviado a Manchuria con el Ejército de Kwantung. Higuchi era un estrecho confidente del general Kanji Ishiwara y de Korechika Anami.
De 1933-1935 fue comandante de la Administración Conjunta del 41.º Regimiento de Infantería, y de 1935-1937 actuó como jefe del personal de la 3.ª División de la Administración Conjunta. Fue enviado a Alemania como parte de una delegación militar en 1937.
Como uno de los principales generales y comandante de la División Especial de Harbin en 1938, alojó muchos refugiados judíos que habían huido de la Alemania nazi para cruzar la frontera de la Unión Soviética a Manchukuo. Uno de sus subordinados fue el encargado de alimentar a los refugiados, ayudarlos en Harbin y Shanghái, y proporcionarles los visados de salida.
Regresando a Japón a finales de 1938, Higuchi sirvió brevemente en el Estado Mayor antes de ser designado comandante de la 9.ª División de Administración Conjunta. En 1942, fue ascendido a teniente general y asignado a Sapporo, la base de la Quinta Zona del Ejército. Participó en la invasión de las islas Aleutianas, incluidas las desastrosas campañas sobre la isla de Attu y la isla de Kiska. Después, como comandante del Ejército del Distrito del Norte, organizó las defensas del norte de Japón contra la invasión de las fuerzas aliadas, fortaleciendo la isla de Shumshu, en el norte de las Islas Kuriles, y Karafuto.
Después de la rendición de Japón, Stalin exigió que Higuchi fuera extraditado a la Unión Soviética para ser juzgado por un tribunal militar por crímenes de guerra. Tras recibir la petición, el Congreso Judío Mundial formó rápidamente un grupo de presión dirigida al Comandante Supremo de las Potencias Aliadas, el General Douglas MacArthur, para evitar la extradición y juicio de Higuchi. Higuchi, junto con Yasue, habían sido invitados a la ceremonia de independencia del Estado de Israel.
- Datos: Q974210
- Multimedia: Kiichirō Higuchi / Q974210